# 1926年7月9日日食
1926年7月9日日食是一次日環食，發生於1926年7月9日（東半球為7月10日）。新月當天（即朔日），地球上觀測到月球和太阳的角距離極小，此時月球如果恰好在月球交點附近，穿過太阳和地球之間，與地球、太阳接近一直線，則會出現日食。月球穿過太阳和地球之間，但距地球較遠，本影未能接觸地表，而使偽本影覆蓋的區域內看到月球的角直徑小於太陽，就形成日環食，同時在偽本影兩側數千公里的半影範圍內形成日偏食。此次日環食經過了日本的託管地南洋群島的部分島嶼、威克島、中途島，日偏食則覆蓋了亚洲東部、太平洋中北部、美国西南半部、中美洲的部分地區及周邊部分地區。

## 日食概況

### 出現區域
日本的託管地南洋群島（今屬帛琉的部分）松索羅爾的普羅阿納島和梅里爾島緊鄰的太平洋西部洋面在7月10日日出時最先看到日環食，此後月球偽本影覆蓋了這兩個島並向東北移動，覆蓋了美国海外的威克島後跨過國際日期變更線，又覆蓋了中途島後在夏威夷群島法艦環礁東北約220公里的洋面達到最大食分。此後偽本影逐漸轉向東南移動，再也沒有經過任何陸地，最終在7月9日日落時分結束於法国海外領土克利珀頓島東南約1100公里的太平洋東部洋面。
此次偽本影經過的陸地全都是島嶼，依次包括：
- 大日本帝国南洋群島（今屬帛琉的部分）：普羅阿納島和梅里爾島；
- 威克岛；
- 中途島。[3][4]

除了上述狹窄的環食帶內能看到日環食之外，月球半影覆蓋範圍內都能看到日偏食，包括中國東部、朝鲜半岛、日本、馬來群島東半部、澳大利亚北部、密克羅尼西亞島群、美拉尼西亚島群中西部、玻里尼西亞島群北部、苏联東南部（今屬俄罗斯）、阿拉斯加領地（今美国阿拉斯加州）南部、加拿大西南部、美国西南半部、中美洲大陸部分除巴拿馬地峽外的大部及古巴西部、科隆群岛。其中國際日期變更線以東的部分在7月20日看到日食，以西部分在7月21日看到日食。

### 基本參數
- 類型：日環食
- 食甚中心處（位於夏威夷群島法國護衛艦環礁東北約220公里的北太平洋）資料：
  - 時間：1926年7月9日23:05:38.0
  - 地點：25°35.9′N 165°4.4′W / 25.5983°N 165.0733°W
  - 食分：0.9680（環食帶內最大）
  - 日環食持續時間：3分51.0秒

## 相關的日食

### 1924-1928年的日食
月球交替位於相對的月球交點時，以半個交點年（食年），即約177天又4小時間隔出現下列日食。
註：1924年3月5日和1924年8月30日的日偏食屬於上一組交點年系列。1928年5月19日的日全食和1928年11月12日的日偏食屬於下一組交點年系列。
| 升交點   | 升交點                   |          | 降交點                    | 降交點 |
| 沙羅周期 | 地圖                     | 沙羅周期 | 地圖                      |        |
| 115      | 1924年7月31日 偏食（南） | 120      | 1925年1月24日 全食        |        |
| 125      | 1925年7月20日 環食       | 130      | 1926年1月14日 全食        |        |
| 135      | 1926年7月9日 環食        | 140      | 1927年1月3日 環食         |        |
| 145      | 1927年6月29日 全食       | 150      | 1927年12月24日 偏食（南） |        |
| 155      | 1928年6月17日 偏食（北） |          |                           |        |

### 沙羅周期
沙羅周期長度為18年11天。本次日食屬於沙羅周期135，共包含71次日食，依次為1331年7月5日至1493年10月10日的10次日偏食、1511年10月21日至2305年2月24日的45次日環食、2323年3月8日至2341年3月18日的2次全環食（亦稱混合食）、2359年3月29日至2449年5月22日的6次日全食、2467年6月2日至2593年8月17日的8次日偏食，總共歷時1262.11年。其中最長的全食發生於2431年5月12日，共持續2分27秒。
下表列舉了1901年至2100年間發生的屬於該周期的日食，是第33至43次：
| 33            | 34             | 35            |
| ------------- | -------------- | ------------- |
| 1908年6月28日 | 1926年7月9日   | 1944年7月20日 |
| 36            | 37             | 38            |
| 1962年7月31日 | 1980年8月10日  | 1998年8月22日 |
| 39            | 40             | 41            |
| 2016年9月1日  | 2034年9月12日  | 2052年9月22日 |
| 42            | 43             |               |
| 2070年10月4日 | 2088年10月14日 |               |

## 資料來源
1. ↑  樊忠玉. . 中国天文科普网.   [2016-03-30]. （原始内容存档于2014-09-17）.
2. 1 2  Fred Espenak. . NASA Eclipse Web Site.   [2016-03-30]. （原始内容存档于2020-10-20）.（英文）
3. ↑  Fred Espenak. . NASA Eclipse Web Site.   [2016-03-30]. （原始内容存档于2020-10-23）.（英文）
4. ↑  Xavier M. Jubier. .   [2016-03-30]. （原始内容存档于2019-06-10）.（法文）（英文）
5. ↑  Fred Espenak. . NASA Eclipse Web Site.   [2016-03-30]. （原始内容存档于2017-12-28）.（英文）
6. ↑  Fred Espenak. . NASA Eclipse Web Site.（英文）

## 外部連結
- NASA日食專頁（页面存档备份，存于）（英文）
- 可見區域圖和時間統計：由弗雷德·埃斯佩纳克做出的日食預報，NASA/GSFC
  - Google互動地圖呈現的日食範圍
  - 貝塞爾元素
- Google地圖顯示的日環食和日偏食範圍（页面存档备份，存于）（法文）（英文）

| \| \| 日食 \|                             |                             |                                          |
| 上一次日食： 1926年1月14日日食 （日全食） | 1926年7月9日日食 （日環食） | 下一次日食： 1927年1月3日日食 （日環食） |
| 上一次日環食： 1925年7月20日日食          | 1926年7月9日日食 （日環食） | 下一次日環食： 1927年1月3日日食          |
|                                           | 日食                        |                                          |